# Юзбашян, Мариус Арамович
Мариус Арамович Юзбашян (3 апреля 1924, Батуми — 21 июля 1993, Ереван) — советский государственный деятель, генерал-лейтенант госбезопасности (КГБ СССР), председатель КГБ Армянской ССР в 1978—1988 годах и один из ведущих сотрудников управления «С» Первого главного управления КГБ СССР.

## Биография
Родился 3 апреля 1924 года в Батуми в семье служащих. Армянин. В 1940 году переехал в Тбилиси. Призван на фронт Великой Отечественной войны в 1941 году. В 1944 году окончил межкраевую школу НКВД в Тбилиси и назначен помощником оперуполномоченного 1-го отделения 4-го (зафронтового отдела) НКГБ УССР по Львовской области. Был заброшен в тыл гитлеровцев, занимал должность заместителя командирского отряда.
В послевоенные годы работал в НКГБ УССР по Закарпатской области в должность помощника уполномоченного, окончил исторический факультет Ужгородского государственного университета. Член ВКП(б) с 1948 года. В органах внешней разведки с 1954 года, окончил Краснознамённый институт КГБ. Работал в 3-м отделе аппарата Уполномоченного КГБ по координации и связи с МГБ ГДР, где занимал посты заместителя начальника (1956—1965) и начальника (1967—1970). Позже работал в управлении «С» Первого главного управления сначала начальником отдела (1970—1972), а затем и заместителем начальника управления (1972—1978). В 1978—1988 годах — председатель КГБ Армянской ССР, с 1978 года — генерал-майор ГБ, с 1984 года — генерал-лейтенант.
Юзбашян избирался также депутатом Верховного Совета СССР 10-го и 11-го созывов. Осенью 1988 года он официально был отправлен в почётную отставку по причине преклонного возраста; по другой версии, отставка состоялась по требованию заместителя председателя КГБ СССР генерал-полковника Г.Е.Агеева, считавшего Юзбашяна неблагонадёжным человеком и обвинявшего того в национализме (в том числе в связях со сторонниками передачи НКАО в состав Армянской ССР). В дальнейшем он работал советником мэра Еревана и руководил школой частных охранников. Награждён орденами Октябрьской Революции, Красного Знамени, Отечественной войны I и II степеней, дважды орденами Красной Звезды, нагрудным знаком «Почетный сотрудник госбезопасности» и ещё 19 медалями СССР и социалистических стран. От последнего брака у него было двое детей, с семьёй проживал в Ереване.
21 июля 1993 года в Ереване Юзбашян был убит тремя выстрелами из пистолета, когда занимался гимнастикой в парке. Убийство не раскрыто до сих пор; по одной из версий, причиной убийства стали намерения Юзбашяна реформировать систему безопасности Республики Армения совместно с Амбарцумом Галстяном (тот погиб уже после смерти Юзбашяна). Похоронен в Москве.